# RJ-149

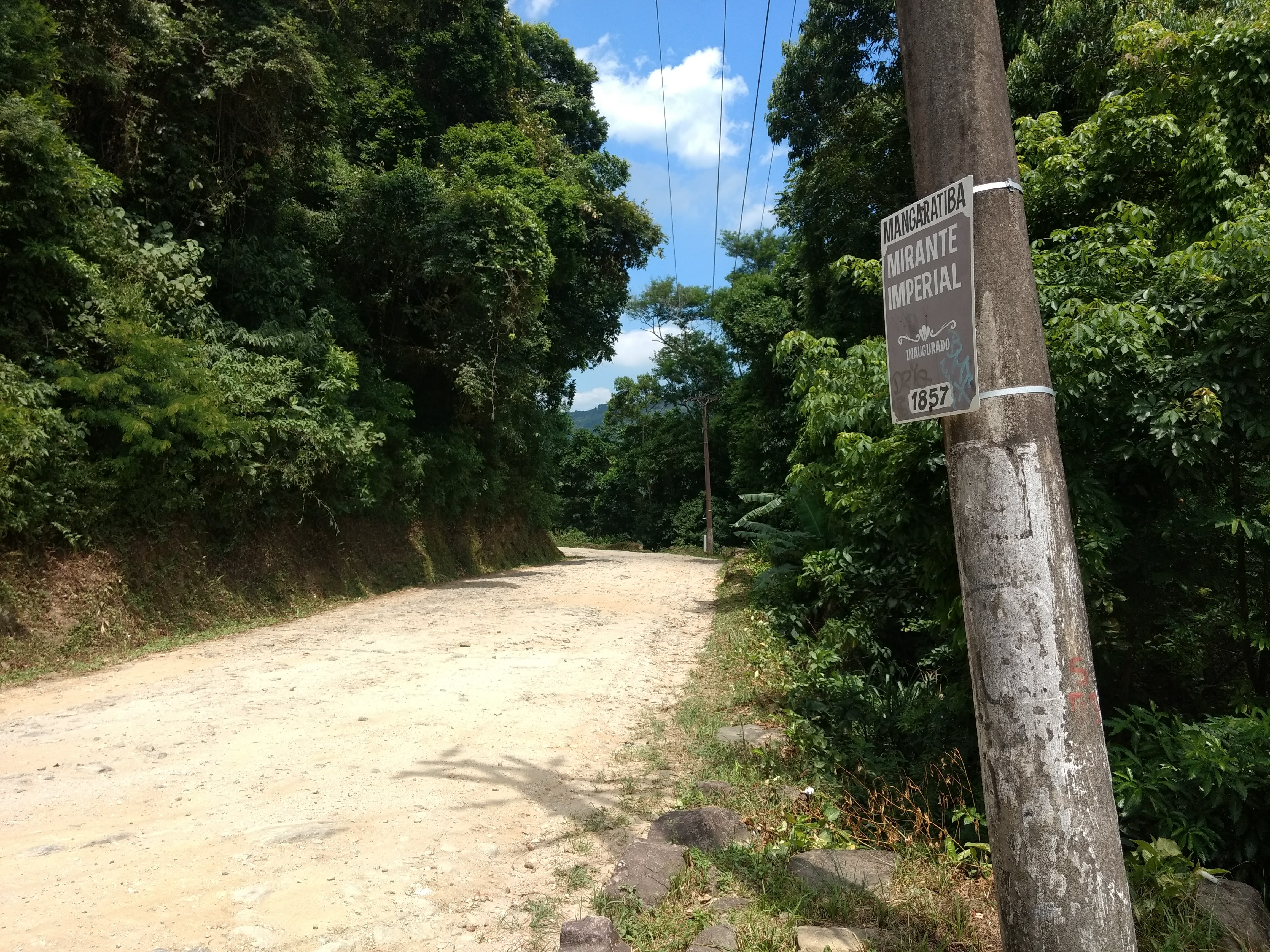
Trecho histórico da rodovia RJ-149 próximo ao Mirante Imperial em Mangaratiba

A RJ-149 é uma rodovia do estado do Rio de Janeiro, oficialmente denominada Rodovia Luiz Ascendino Dantas.

## Trajeto
Com 41 quilômetros de extensão, liga a BR-101 na altura do município de Mangaratiba com a cidade de Rio Claro, localizada no Sul Fluminense.
Partindo de Mangaratiba, logo após os dois primeiros quilômetros, a rodovia sobe a Serra do Piloto em direção a Rio Claro, encontrando a RJ-155 no centro desta cidade. Possui pequenos trechos históricos em leito original, tombados.

## História
A RJ-149 é considerada a primeira estrada de rodagem do Brasil, construída por D. Pedro II em 1856 para acessar o Porto de Mangaratiba, ligando o antigo município de São João Marcos (um dos mais ricos do país entre o final do século XVIII e meados do século XIX, hoje um Parque Arqueológico gerado a partir de sua inundação por ocasião das obras do complexo hidrelétrico de Lajes da Light) ao mar e facilitar o escoamento da produção cafeeira do Vale do Paraíba Fluminense e a entrada de mão-de-obra escrava para a lavoura.
Em 2009 foi lançada licitação para obra de restauração dessa rodovia cujas obras tiveram inicio em maio de 2010 com término previsto para maio de 2011, mas cuja execução dos serviços de pavimentação findaram com atraso, em 2012. A rodovia é uma alternativa de trânsito entre o Sul Fluminense e a Costa Verde/Zona Oeste do Rio sem precisar pagar o pedágio da Rodovia Presidente Dutra. 

## Homenageado
Luís Ascendino Dantas foi funcionário público estadual aposentado, chefe político local da cidade de São João Marcos desde a década de 1920. Dantas escreveu livros e artigos diversos sobre a importância histórica da cidade, clamando contra a sua destruição. Liderou vários abaixo-assinados, inclusive aquele que havia solicitado o tombamento da cidade pelo IPHAN, atendido por Mello Franco. Todavia, apesar de seus apelos, a cidade foi "destombada" pelo IPHAN e destruída para a construção da represa de Ribeirão das Lages. 